# Luis Almeida
Luis Fernando Almeida Morán (Vinces, 24 de junio de 1958) es un abogado y político ecuatoriano. Ha sido asambleísta y diputado en varios periodos legislativos, además de concejal de Guayaquil.

## Biografía
Nació el 24 de junio de 1958 en Vinces, provincia de Los Ríos. Realizó sus estudios superiores en la Universidad Cooperativa de Colombia del Ecuador, donde obtuvo el título de abogado.
Inició su vida política en las elecciones legislativas de 1994, siendo elegido diputado nacional en representación de la provincia de Guayas por el Partido Social Cristiano.
Para las elecciones legislativas de 2002 fue elegido diputado alterno de su esposa, Jenny Morán, pero se principalizó luego de que ella renunciara aduciendo problemas de salud. Dentro del Congreso formó parte de la Comisión de lo Civil y Penal.
En noviembre de 2004 los partidos de oposición al gobierno de Lucio Gutiérrez, entre los que sobresalía el Partido Social Cristiano, anunciaron su intención de iniciar un juicio político contra el presidente, pero en último momento Almeida y la también diputada socialcristiana Rocío Jaramillo desertaron del partido y votaron en contra, de este modo bloqueando la posibilidad de iniciar un juicio. El acto provocó críticas dentro del pleno y denuncias de que el gobierno estaba "comprando conciencias" entre los diputados.
Almeida aseveró que había votado en contra debido a que miembros de la logia masónica  (a la que tanto él como el presidente pertenecían) tienen prohibido enjuiciar a otro miembro. La explicación fue rechazada por el diputado socialcristiano y expresidente de la república León Febres-Cordero Ribadeneyra, quien emplazó a Almeida a que renuncie a su curul.
A finales de abril de 2005, luego de la Rebelión de los forajidos en que se defenestró al presidente Gutiérrez, Almeida fue expulsado del Congreso junto a otros 10 diputados que también abandonaron sus partidos para apoyar al gobierno, por la nueva mayoría legislativa conformada por el Partido Social Cristiano, la Izquierda Democrática y el movimiento Pachakutik.
En las elecciones legislativas de 2006 fue elegido diputado nacional en representación de Guayas por el Partido Sociedad Patriótica 21 de Enero. Durante este periodo fue parte de la comisión de asuntos internacionales y defensa nacional. En noviembre de 2007 fue cesado de su cargo junto al resto de diputados por la Asamblea Constituyente de 2007.
En las elecciones legislativas de 2009 fue elegido asambleísta nacional en representación de Guayas por el Partido Sociedad Patriótica. Para las elecciones de 2013 intentó infructuosamente conservar su curul.
Para las elecciones seccionales de 2019 fue elegido concejal cantonal de Guayaquil por el Partido Social Cristiano.
 Renunció al cargo en septiembre de 2020 para participar como candidato a asambleísta nacional por el mismo partido, resultando finalmente electo.